# Calling Dr. Love
Calling Dr. Love je píseň americké rockové skupiny Kiss vydaná na albu Rock and Roll Over. Píseň napsal zpěvák a baskytarista Gene Simmons. Píseň je druhým singlem z alba a čtvrtým songem který se dostal do Top 20 kde dosáhla na 16 místo. Píseň byla hojně hrána na živých vystoupeních a také se objevila na mnoha výběrech skupiny.

## Další výskyt
„Calling Dr. Love“ se objevila na následujících albech Kiss:
- Rock and Roll Over - originální studiová verze
- Alive II - koncertní verze
- Double Platinum - remix verze
- Smashes, Thrashes & Hits - remix verze
- Greatest Kiss - studiová verze
- The Very Best of Kiss - studiová verze
- You Wanted the Best, You Got the Best!! -
- Gold - studiová verze
- The Box Set -
- Kiss Symphony: Alive IV - koncertní verze
- The Best of Kiss, Volume 1: The Millennium Collection - studiová verze
- Ikons -

## Umístění

### Týdenní singl hitparáda
| Hitparáda (1977)         | Umístění |
| ------------------------ | -------- |
| Canada Top Singles (RPM) | 2        |
| U.S. Billboard Hot 100   | 16       |
| U.S. Cash Box Top 100    | 10       |
| WLS survey (Chicago)     | 5        |

### Výroční hitparáda
| Hitparáda (1977)       | Umístění |
| ---------------------- | -------- |
| Canada                 | 54       |
| U.S. Billboard Hot 100 | 122      |
| U.S. Cash Box          | 75       |
| WLS survey (Chicago)   | 61       |

## Sestava
- Paul Stanley – zpěv, rytmická kytara
- Gene Simmons – zpěv, basová kytara
- Ace Frehley – sólová kytara, basová kytara
- Peter Criss – zpěv, bicí, perkuse